# Riddim Driven: Tun It Up
Riddim Driven: Tun It Up jest szóstą składanką z serii Riddim Driven, która została wydana w marcu 2001 na CD i LP. Album, wyprodukowany przez Williego Lindo, zawiera siedem piosenek nagranych na riddimie „Rougher Yet” (znany również jako „Love Bump”) z piosenki Slim Smitha i sześć na „The Same Song” The Paragonsów.
Utwór szósty, siódmy i trzynasty występuje jedynie w wersji CD.

## Lista
1. „Show Me“ – Heavybeat Crew
2. „One Drop Rule“ – Kashief Lindo
3. „Gatepass To Your Heart“ – Freddie McGregor
4. „Sweet U Like That“ – Mical Rustle
5. „Feel It Believe It“ – Nikesha
6. „Let The Music Play“ – Tinga Stewart
7. „You're Just Right“ – Kashief Lindo
8. „It's The Same Geow“ – Heavybeat Crew
9. „Sons of Zion“ – Jimmy Riley
10. „Can't Get Away From Love“ – Glen Washington
11. „You Were Meant For Me“ – Tinga Stewart
12. „You Showed Me Love“ – Mical Rustle
13. „A World of Love“ – Nikesha